# Andrena balsamorhizae
Andrena balsamorhizae är en biart som beskrevs av Laberge 1967. Andrena balsamorhizae ingår i släktet sandbin, och familjen grävbin. Inga underarter finns listade i Catalogue of Life.